# レーザーディスクプレーヤー

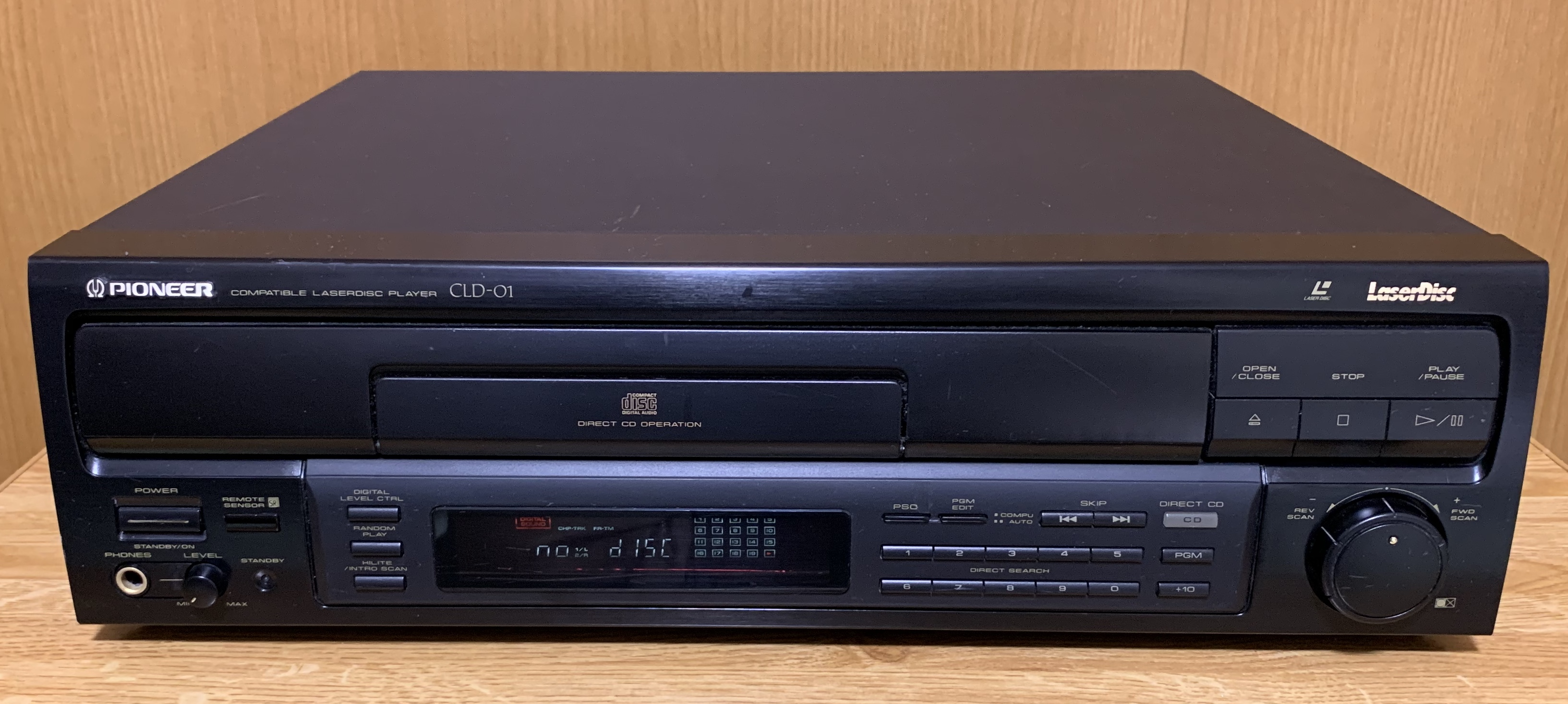
レーザーディスクプレーヤー
CLD-01（1992年）

レーザーディスクプレーヤーは、レーザーディスクを再生するための光学式ビデオディスクプレーヤーである。

## 機種一覧
メーカー別。

### パイオニア製
パイオニア製については以下の通り。

#### LD専用機
1世代 ガスレーザー(ヘリウムネオンレーザー)を使用した初期のプレーヤー。
- LD-1000 1981年10月発売。レーザーディスクプレーヤーの市販第1号機。標準価格228,000円。本体表記はLASER DISC PLAYER。
- LD-200 1981年11月発売。LD-1000ベースの教育・学習用LDP。有線式のリモコン付属、接続端子は映像：アナログコンポジット映像出力1系統（RCA1系統） 音声：アナログステレオ音声出力1系統（RCA1系統） RF出力（F型コネクタ） RF入力（F型コネクタ）
- LD-600 1982年9月10日発売[1]。LD-1000の下位モデル。映像出力がRCA端子ではなくF型コネクタである。LD-1000からオートリジェクト、ランダムアクセス、オートマチックピクチャーストップ機能とワイヤレスリモコンを省いた機種。標準価格149,800円[1]。本体表記はVIDEO DISC PLAYER。

2世代 ガスレーザーから半導体レーザーに変更された。
- LD-7000 1983年5月発売。レーザーディスクプレーヤーの三代目、半導体レーザーおよびフロントローディングが初めて採用された。MSX仕様のパソコン（ER-101を取り付けたMSXまたは、Palcom PX-7,PX-V7,PX-V60）と接続してレーザーディスクゲームを使用することが可能。標準価格199,800円。CMキャラクターは羽賀研二。本体表記はVIDEO DISC PLAYER。
- LD-V500 1984年1月発売。LD-7000をベースにした教育・学習用モデル。
- LD-7000(BK) 1984年4月発売。LD-7000のブラックモデル。
- LD-5000 1984年6月発売。標準価格169,800円。

3世代 デジタル音声付ディスクに対応。この世代からVHDとの差別化を図るため本体表記がLASER VISION PLAYERとなった。
- LD-7100 1985年7月発売。標準価格149,800円。デジタルサウンド対応。別売のデジタルサウンドプロセッサーDA-1経由でデジタル音声再生に対応。
- LD-5100 1985年8月発売。標準価格119,800円。デジタルサウンド対応。別売のデジタルサウンドプロセッサーDA-1経由でデジタル音声再生に対応。
- LD-8100 1985年9月発売。標準価格159,800円。カラオケ機能内蔵。別売のデジタルサウンドプロセッサーDA-1経由でデジタル音声再生に対応。
- LD-X710 1985年10月発売。標準価格149,800円。横幅360mmのコンパクトサイズ。同サイズのCDプレーヤーPD-X707Lとセットでデジタル音声再生に対応。
- LD-9200D 1986年5月発売。標準価格129,800円。CCDによるタイムベースコレクター(TBC)を内蔵。
- LD-7200 1986年10月発売。標準価格99,800円。
- LD-8200D 1986年11月発売。標準価格119,800円。

4世代 デジタルメモリーを搭載し、CLVディスクでもコマ送りが可能になった。
- LD-S1 1986年11月発売。標準価格25万円。当時の最高級機でありフルアナログ処理のLDPとしての最高級機でもある。フルフローティングディスクドライブメカニズムや、ツイントランス、AV独立電源などを採用。CLVディスクでも静止画再生やコマ送りを可能にする8ビットデジタルメモリを初搭載。デジタルオーディオのD/A変換に4倍オーバーサンプリングデジタルフィルターを搭載。接続端子は映像：アナログコンポジット映像出力2系統（RCA2系統） 音声：アナログステレオ音声出力2系統（RCA2系統）。
- LD-7700S 1987年11月発売。標準価格138,000円。高画質8ビットデジタルメモリー、リファレンスシフトTBCサーボ、ジョグ&シャトルダイヤルを搭載し多彩なトリックプレイを実現。
- LD-W1 1988年4月発売。標準価格22万円。世界で唯一LD2枚4面連続再生可能なLDプレーヤー。本体表記はLD PLAYER。

5世代 デジタルビデオプロセッシングシステムを搭載。
- LD-K5 標準価格119,800円。レーザーカラオケプレーヤー。本体表記はLD PLAYER。
- LD-X1 1989年12月発売。標準価格400,000円。当時の最高級機。LD-S1のフルアナログ処理に対しLD-X1は、フルデジタル処理。映像S/N52dB水平解像度425本ニューアキュアフォーカスシステム搭載、デジタルビデオプロセッシングシステム、デジタルTBC、デジタルY/C分離、デジタルカラーノイズリダクションシステム、リニアモーターDD方式高速ピックアップ駆動メカニズム、ダイレクトコンポジット出力非搭載。

6世代 デジタルビデオプロセッシングシステムが3D化されより高度な補正が可能となった。
- LD-S9 1996年8月発売。2002年6月生産完了。標準価格180,000円。最後のLD専用機。HR3次元デジタルメモリ。CAVディスクのフレームナンバー表示対応。

業務機
- LD-V600 1984年6月発売。プログラムダンプを内蔵。
- LD-V17
- LD-V18T
- LD-V800
- LD-V510 1985年9月発売。教育市場向けモデル。
- LD-V520
- LD-V530 1986年11月発売。インターアクティブシステム。
- LD-V540
- LD-V1003
- LD-V1010
- LD-E100 1985年11月発売。教育市場向けモデル。

海外モデル
- LD-1100 1983年5月発売。LD-1000の海外向けモデル。当初西ドイツで販売された。同年10月オーストラリアで販売。
- LD-660 LD-600の海外向けモデルでありLD-1100の下位モデルでもある。映像出力がRCA端子ではなくF型コネクタである。
- LD-700 LD-7000の海外向けモデル。
- CLD-900 CLD-900の海外向けモデル。1985年1月アメリカ合衆国で発売。

#### Hi-Vision LD/LDコンパチブル機
- HLD-1000 1993年7月発売。
- HLD-X0 1995年1月発売。ボディーを2重の密閉構造とした最高級機。4×3ディメンション・ビデオ・プロセッシングシステム、670スーパーアキュフォーカス、オーディオ・クロック・リファレンス、サイレントクーリング、3次元YNR、3次元CNR、3次元VNR他。Y/C分離回路：3次元（総合16Mビット）。接続端子はコンポジット映像出力2系統（RCA1系統、BNC1系統）、S映像出力2系統、デジタル音声出力3系統（STリンク/トスリンク/同軸）、アナログ音声出力2系統、AC-3RF出力1系統、MUSE出力2系統。寸法/質量W460×H217×D479mm/36kg、標準価格80万円。
- HLD-X9 1996年10月発売。標準価格35万円。

#### CD/LDコンパチブル機
1世代
- CLD-9000 1984年9月25日発売。CDとLDどちらも再生できるCD/LDコンパチブルプレーヤーの第1号機。ピックアップはCD用とLD用をそれぞれ搭載し再生時に切り替えていた。デジタルオーディオ初搭載当時の高級機。接続端子は映像：アナログコンポジット映像出力1系統（RCA1系統）、音声：アナログステレオ音声出力2系統（D/A変換済みデジタルオーディオ併用金メッキRCA1系統、アナログ専用RCA1系統）。RF出力（F型コネクタ）、RF入力（F型コネクタ）。重量16 Kg、標準価格249,800円。
- CLD-7 1986年1月発売。標準価格158,000円。 パイオニアの機種ではじめて水平解像度400本に達し、その高画質が宣伝された。
- CLD-70 1987年2月発売。標準価格148,000円。1987年6月にCDビデオ(CDV)に対応。

2世代 デジタルメモリを搭載しコマ送りが可能に、1つのピックアップでCDとLDを再生可能になった。
- CLD-99S 1987年10月発売。高画質8ビットデジタルメモリー、4倍オーバーサンプリングデジタルフィルター搭載。標準価格158,000円。
- CLD-77 1987年11月発売。CLD-99Sからデジタルメモリーとジョグシャトルダイヤルを省いた機種。標準価格129,800円。当時発売されていた8センチCDを使用するためにはアダプターJB-CLD1（500円）が必要だった。また、レーザービジョンマルチプレックスアダプターSRF-2（19,800円）を使用することにより音声多重テレビでアナログ音声をRF端子経由でステレオ再生が可能。

3世代 LD両面自動再生機能（LD両面自動再生機能（αターンメカ）を搭載し両面再生が可能になった。
- CLD-970 1988年10月発売。両面再生機。幅420mm 高さ130mm 奥行き477mm 重量11.4 kg、標準価格173,800円。（188,000円）、30cmLD、20cmLDシングル、CD、CDV、8センチCDがアダプターなしで再生できるフルコンパチブルプレーヤー。
- CLD-770 両面再生機。標準価格158,000円。1988年発売。幅約430mm、奥行460mm、CLD-970の下位モデル。
- CLD-100 1989年5月発売。とんねるずのCMで有名なLDP。16Bit・4倍オーバーサンプリングDAC搭載。標準価格79,800円。

4世代 デジタルTBCを搭載した。
- CLD-909 1989年10月発売。両面再生機。開閉式パネルが故障しやすいことで有名。幅450mm 高さ130mm 奥行き425mm 重量13.5 kg、標準価格168,000円。CLD-9シリーズ。
- CLD-303 両面再生機。
- CLD-500 1989年10月発売。CLVディスクでのトリックプレイに対応させたデジタルビデオメモリーを搭載。リモコンと本体にジョグ/シャトル装備。標準価格125,000円。
- CLD-110 CLD-100の後継機。1Bit・ΔΣ変調型D/Aコンバーター搭載、S端子、および光デジタル出力端子を装備。幅420mm 高さ122mm 奥行き436mm 重量8.1 kg、標準価格69,800円。
- CLD-X919 レーザーシステム「WAVE 919」を構成するコンパチブルプレーヤー。

5世代
- CLD-313 1990年10月発売。LD両面自動再生機能（αターンメカ）を採用した両面再生機としての廉価機。1Bit・ΔΣ変調型D/Aコンバーター搭載、リモコンにシャトル装備。標準価格：90,000円。
- CLD-616 1990年11月発売。上記のCLD-313を基本にCLVディスクでのトリックプレイに対応させたデジタルビデオメモリーを追加した中堅クラスの両面再生機。リモコンにジョグ/シャトル装備。幅456mm 高さ132mm 奥行き439mm 重量11.8 kg、標準価格118,000円。
- CLD-919 1990年11月発売。両面再生機としてのフラッグシップ機。バーブラウン社製20Bit・8倍オーバーサンプリングD/Aコンバーター搭載、 デジタルNR付き、デジタルTBC搭載機、ダイレクトコンポジット非搭載、幅456mm 高さ148mm 奥行き439mm 重量14.0 kg、標準価格188,000円。CLD-9シリーズ

6世代 
- CLD-200 1991年5月発売。標準価格69,800円。CLD-110の後継機。本体及びリモコンにジョグ／シャトルダイヤルを装備。
- CLD-939 1991年11月発売。標準価格240,000円。フィリップス製1BitD/Aコンバーター「DAC7（TDA1547）」搭載、レガートリンク非搭載、幅440mm 高さ170mm 奥行き440mm 重量16.3 kg CLD-9シリーズ
- CLD-737 1991年発売。ハイスピードαターンテーブルメカ両面再生機。自社開発のオリジナル1BitD/Aコンバーター「ハイスピード・パルスフロー」搭載。基本的にCLD-616の後継機であるがセンターメカニズムは採用されていない。幅440mm 高さ137mm 奥行き434mm 重量9.2 kg、標準価格125,000円。
- CLD-535 1991年発売。標準価格95,000円。両面再生機。基本的にCLD-313の後継機であるがこちらもセンターメカニズムは採用されていない。
- CLD-01 1992年5月発売。標準価格69,800円。

7世代
- CLD-959 1992年9月発売。両面再生機。高級機アルミダイキャストアンダーシャーシー総アルミ仕上げ、ダイレクトコンポジット出力搭載、8bitデジタルビデオメモリー搭載、レガートリンクコンバージョン搭載、DAC部分に左右独立フィリップス製1BitD/Aコンバーター採用、αターン方式両面再生機能、A面、B面連続のプログラム再生、デジタルTBC、NEWアドバンスドフルデジタルプロセッシングシステム標準価格25万円。大きさ、幅44.0 cm 高さ17.3 cm 奥行き45.2cm重さ：16.5㎏、CLD-9シリーズ、標準価格250,000円。
- CLD-757 1992年9月発売。両面再生機。疑似的に約40kHzまでの高調波成分をデジタル処理で生成し、再生時に音声に付加させる「レガート・リンク・コンバージョン」、および1bit「ハイスピード・パルスフロー」D/Aコンバーター搭載。8.8 kg、標準価格137,000円。
- CLD-555 1992年9月発売。標準価格89,800円。このクラスとしては初めて両面自動再生機能ハイスピードαターンを採用。1bit「ハイスピード・パルスフロー」D/Aコンバーター搭載、CDV対応、半導体レーザー（波長780nm）、消費電力：約30W、S映像出力×1系統（S端子）、ビデオ出力×2系統（黄色ピン）、音声出力×2系統（赤白ピン）、寸法（約）：（幅）420x（奥行）435x（高さ）135mm重量：約8.6 kg
- CLD-A100 1993年8月発売。標準価格89,800円。レーザーアクティブ
- CLD-07G 1993年9月発売。両面再生、デジタルメモリー機能、ダイレクトCDトレイ搭載。W440XH140XD434mm 重量8.7kg、標準価格150,000円。
- CLD-05 1993年9月発売。標準価格79,800円
- CLD-02 1993年9月発売。標準価格59,800円　AV2系統出力、光デジタル出力など豊富な出力を装備。光デジタル出力にLG-1を接続することでシナリオディスクなどLDグラフィックス機能が楽しめる。W420×H390×D122mm 7.1 kg。

8世代以降
- CLD-HF9G 1994年9月発売。CLDシリーズ最後の高級機、D.V.P.システムによるフルデジタル・プロセッシング技術、レガート・リンク・コンバージョン、3次元Y/C分離回路搭載。デジタル音声特性	周波数特性4Hz～20KHz（再生可聴周波数帯域4Hz～40KHz）、S/N117dBダイナミックレンジ99dBワウ・フラッター±0.001％W・PEAK（測定限界以下）映像映像S/N52dB、水平解像度425本、入出力端子、映像出力端子ピンジャック：金メッキ（2系統）1Vp－p（75Ω負荷時、同期負）S映像出力端子ミニDIN4ピン：金メッキ（2系統）Y：1Vp－p（75Ω）C：286mVp－p（75Ω）音声出力端子ピンジャック：金メッキ（2系統）200mVrms（1 kHz、40％）デジタル出力端子光伝送・同軸200mVrms（1 kHz、－20 dB）AC－3・RF出力	ピンジャック消費電力36W幅440mm 高さ144mm 奥行き432mm 重量10.2kg、標準価格170,000円。
- CLD-HF7G 1994年9月発売。両面再生機。CLD-HF9Gの下位モデル。CD-G LD-G対応、幅420mm 高さ140mm 奥行き432mm 重量8.7 kg、標準価格110,000円。
- CLD-C1  1994年9月発売。標準価格49,800円。
- CLD-Z1  1994年10月発売。標準価格39,800円。
- CLD-R6G 1996年発売。両面再生機。幅440mm 奥行き132mm 高さ405mm 重量6.7 kg、標準価格72,000円。
- CLD-R5  1997年1月発売。オープン価格。両面再生の廉価機。2009年1月に生産終了が発表されたが、一定数の在庫品が発生したため2009年7月28日から直販サイト「パイオニアオンライン」限定でDVL-919とともに販売が再開された。販売再開時の価格は39,800円。ドルビーデジタル（AC-3）対応の豊富なAV出力端子装備。ε（イプシロン）ターンメカ採用のハイスピード画面連続再生モデル。ワイド画面でもクッキリ映像のファインワイドを搭載。2モードのつづき再生が可能。システムアップに便利なAV出力2系統、S端子2系統を装備。幅420mm 奥行き132mm 高さ405mm 重量6.4 kg 最後まで生産されたLD再生機器のひとつ。2017年まで修理部品をメーカーが保有し、以降は部品在庫限りで修理対応がなされた。
- CLD-R4 1995年発売。両面再生機。幅420mm 奥行き132mm 高さ405mm。標準価格39,800円。
- CLD-R7G 1997年発売。LD/CDコンパチブルプレーヤー CD/シングルCD/CDV/VSD/LD（30 cm）/LD（20 cm）/LDシングル（20 cm）対応、幅420mm 奥行き138mm 高さ402mm 重量6.9 kg、標準価格85,000円。

その他
- CLD-995 幅420mm 奥行き430mm 高さ110mm。
- CLD-360 標準価格110,700円。（税別）全幅360mmのミニコンサイズ。
- CLD-C3 標準価格59,800円。

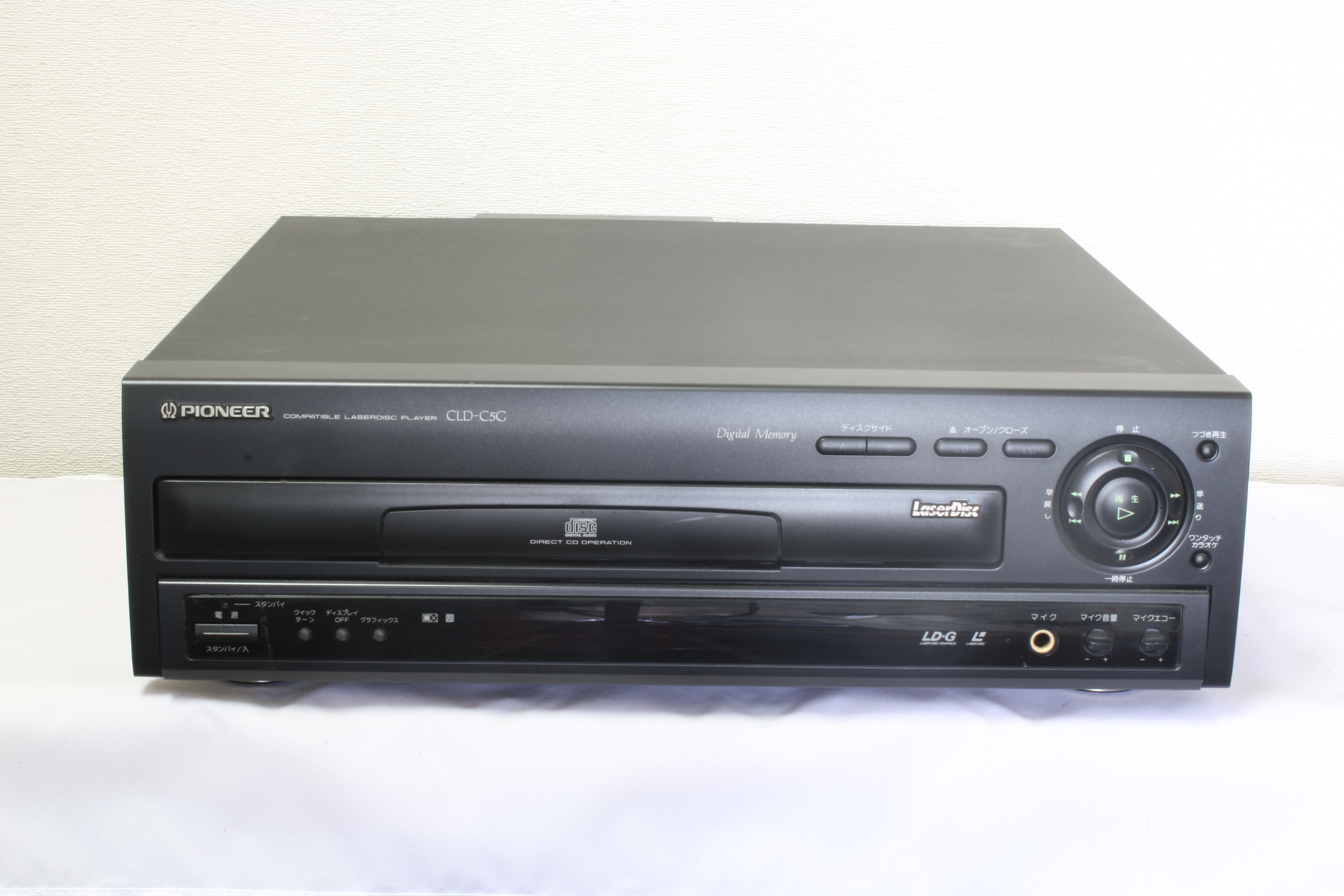
PIONEER CLD-C5G

- CLD-C5G 標準価格79,800円。LD-G/CD-G、両面再生機構にデジタルメモリーも搭載した多機能モデル。
- CLD-F7 標準価格118,000円。
- CLD-F1 標準価格79,800円。フロントパネルにマイク端子2個装備。
- CLD-P2
- CLD-E200
- CLD-E140
- CLD-E110
- CLD-V1008
- CLD-AK700
- CL-7700S

レーザーカラオケ対応機
- LD-V10 1982年10月発売。業務用LDカラオケシステム。
- LD-V11 1984年6月発売。カラオケ専用LDプレーヤー。
- LD-V12 1984年10月発売。オートチェンジャー（20cm用）搭載業務用LDカラオケシステム。
- LD-V15 1985年5月発売。デジタルサウンド対応業務用レーザーカラオケ。
- LD-V16 1986年6月発売。業務用LDカラオケシステム（30cmディスク用）。
- LK-V21 1986年6月発売。業務用LDカラオケシステム（20cmディスク専用）。
- LC-V30 1986年11月発売。業務用LDカラオケの30cmオートチェンジャーシステム。
- LK-V31 1986年11月発売。業務用LDカラオケシステム（ワンボディタイプ）。
- LD-K7 1987年4月発売。家庭用レーザーカラオケプレーヤー。
- LC-V30II 1987年11月発売。業務用LDカラオケの30cmオートチェンジャーシステム。
- LK-V32 1987年11月発売。業務用LDカラオケシステム（ワンボディタイプ）。
- LK-55 1985年9月発売。
- LK-77 1987年9月発売。家庭用レーザーカラオケプレーヤー。
- LK-88 1988年9月発売。家庭用一体型レーザーカラオケシステム。
- LK-66 1989年10月発売。家庭用一体型レーザーカラオケシステム。
- LK-800 1992年8月発売。
- LK-700 1992年8月発売。
- LK-S900 1992年11月発売。
- LK-810 1993年9月発売。
- LK-P10 1993年10月発売。
- LK-820 1994年8月発売。
- LK-P11 1994年9月発売。
- LK-T12 1995年8月発売。
- LK-T1030 1995年10月発売。
- CLD-K700
- CLD-K77G 1992年5月発売。標準価格129,000円。LD-Gに対応した両面自動再生機能搭載機。
- CLD-K11 1992年5月発売。標準価格89,800円
- CLD-K1100
- CLD-K8 標準価格168,000円。
- CLD-K600
- CLD-K80
- CLD-K800
- CLD-K22G
- CLD-K55G 1993年5月発売。LD-Gに対応した両面自動再生機能搭載機。
- CLD-K1000
- CLD-K50
- CLD-K88G 1994年5月発売。
- CLD-K33G 1994年6月発売。
- CLD-K66G 1995年5月発売。
- CLD-K22G 1995年5月発売。
- CLD-K99V 1995年9月発売。

#### CD/LDコンパチブル機搭載ミニコンポ
WAVE
- WAVE 700 1987年発売。標準価格279,800円。コンパチブルプレーヤー、デッキ、アンプ、チューナー、スピーカー、リモコンがセットとなったミニコンポ。
- WAVE 700TV 1987年発売。標準価格339,800円。WAVE700に15型テレビをセットしたミニコンポ。
- CL-X70 1988年発売。標準価格186,000円。チューナー、アンプ、デッキ、コンパチブルプレーヤー、プログラマブルリモコンがセットとなったミニコンポ「WAVE S70」。
- CL-X90 1988年発売。標準価格245,000円。チューナー、アンプ、デッキ、コンパチブルプレーヤー、プログラマブルリモコンがセットとなったミニコンポ「WAVE S90」。

private
- X-L7 1991年発売 標準価格193,000円。チューナーコントロールアンプ、パワーアンプ、デッキ、コンパチブルレーザーディスクプレーヤー、スピーカーシステム、リモコンがセットとなったミニコンポ「private L7」。
- X-L1 1991年発売 標準価格118,000円。デッキアンプ、CLDチューナー、スピーカーシステム、リモコンがセットとなったミニコンポ「private L1」。
- X-L50 デッキアンプ、CLDチューナー、スピーカー、リモコンがセットとなったミニコンポ「private L50」。
- X-AV7 1994年発売。サウンドフィールドプロセッサー、チューナーアンプ、デッキ、コンパチブルプレーヤー、スピーカー、リモコンがセットとなったミニコンポ「private AV7」。
- X-AV3 1994年発売。標準価格108,000円。CLDデッキレシーバー、スピーカー、リモコンがセットとなったミニコンポ「private mini」。
- X-AV70 1995年発売。標準価格188,000円。両面再生対応コンパチブルプレーヤーがセットとなったミニコンポ「private AV70」。

その他
- LS-910AV 1993年10月発売。コンパチブルレーザーシステム。

#### フルコンパチブル機
- DVL-9 1996年11月発売。世界初のLD/DVDのコンパチブルプレーヤー。なお、世界初のDVDプレーヤーである東芝SD-3000も1996年11月の発売である。
- DVL-909 1998年1月発売。標準価格128,000円。
- DVL-919 1998年10月発売。標準価格115,000円。2009年1月に生産終了が発表されたが、一定数の在庫品が発生したため2009年7月28日から直販サイト「パイオニアオンライン」限定でCLD-R5とともに販売が再開された。販売再開時の価格は99,800円。DVD、LD、LD-G、ビデオCD(VCD)、CDV、CDに対応。レーザーディスクの再生機器として最後まで生産された機種のひとつ。2017年まで修理部品をメーカーが保有し、以降は部品在庫限りで修理対応がなされた。
- DVL-H9 1998年12月発売。標準価格230,000円。2002年6月生産完了。フルコンパチブル機のフラッグシップモデル。

レーザーカラオケ対応機
- DVL-K88 1998年2月発売。2009年7月生産完了。標準価格148,000円。HiFiマルチ音多機能を備える。DVD、LD、LD-G、ビデオCD、CD、CD-G対応。エンターテイメント性に富み、各種メディアのカラオケに対応した歌唱採点機能などを搭載している。2009年まで生産された最後のレーザーディスク再生機器のひとつ。2017年まで修理部品をメーカーが保有し、以降は部品在庫限りで修理対応がなされた。
- DVK-900 1998年10月発売。2009年6月生産完了。DVD、LD、LD-G、ビデオCD、CD対応。アンプとスピーカーを搭載し、レーザーカラオケ向けに多様な音声出力機能を搭載。2009年まで生産された最後のレーザーディスク再生機器のひとつ。2017年まで修理部品をメーカーが保有し、以降は部品在庫限りで修理対応がなされた。

### ソニー製
ソニー製については以下の通り。

#### LD専用機
- LDP-150 ソニー初の民生用LDプレーヤー。愛称はLasermax。PIONEER LD-7100のOEM機。
- LDP-505 ソニー初の自社製プレーヤー。標準価格159,800円。LDP-150と比較し水平解像度が350本から370本へ、S/N比30%向上、TBC組み込み、フルオートマチック・ローディングなど機能や性能が大幅に向上した。1985年グッドデザイン賞受賞。
- LDP-515 標準価格145,000円。デジタルサウンド対応のデジタルターミナル搭載。デジタルサウンドプロセッサーDSP-501(標準価格45,000円）の接続が可能。LDP-505からカラオケ機能を省いた機種。
- LDP-525　標準価格108,000円。TAPS半導体レーザーの採用により水平解像度400本を実現。専用CCD採用のタイムベースコレクター装備。デジタルサウンドプロセッサーDSP-501の接続が可能。
- LDP-900

Laser1シリーズ
- LDP-730 標準価格139,800円。
- LDP-530 標準価格119,800円。
- LDP-330 標準価格 96,000円。
- LDP-330LC 標準価格 96,000円。CDプレーヤーCDP-330（標準価格51,800円）とペアで使用することでLDのデジタル音声の再生が可能になる。LDP-330LCのデジタル音声出力端子とCDP-330のデジタル音声入力端子を接続して使用する。なお、CDP-330はCDP-510（標準価格49,800円）にデジタル音声入力端子を追加したモデルであり、それ以外は同一仕様である。ペアで使用する際の愛称は「レーザーコンポ330」。
- LDP-550 標準価格119,800円。デジタルピクチャーとデジタルサウンドを標準装備。
- LDP-750 標準価格139,800円。ピクチャーエフェクト機能を搭載。
- LDP-190 標準価格119,800円。デジタルサウンドを搭載したレーザーカラオケ。

業務用
- LDP-1000 1981年1月発売。標準価格680,000円
- LDP-2000 標準価格380,000円。オプションボードを本体に組み込むことにより、機能の拡張が可能な設計。外部コンピューターとの通信用にRS-232Cインターフェースを標準装備。

#### Hi-Vision LD/LDコンパチブル機
- HIL-C1 標準価格600,000円。1993年グッドデザイン賞受賞。
- HIL-C2EX 1994年11月発売。標準価格298,000円。HIL-C1になかったフレームメモリー搭載によるCLVディスクの静止画機能および両面自動再生機能を搭載。NTSCディスクの再生時でも3次元Y/C分離機能を搭載。
- HIL-1000

#### CD/LDコンパチブル機
- LDP-250CD 標準価格249,800円。パイオニアCLD-9000のOEM。
- MDP-V70G 標準価格110,000円。ビデオCD搭載レーザーディスクプレーヤー。
- MDP-A10 標準価格49,800円。高速両面再生機能搭載。
- MDP-111 標準価格88,000円。
- MDP-K1 標準価格129,800円。
- MDP-601 映像：アナログコンポジット映像出力1系統（金メッキRCA2系統） 音声：アナログステレオ音声出力2系統（金メッキD/A変換済みデジタルオーディオ、アナログオーディオ併用） RF出力（F型コネクタ） RF入力（F型コネクタ）

MDシリーズ
- MDP-201 1987年発売。標準価格129,800円。CDV再生対応
- MDP-801 1987年発売。標準価格168,000円。CDV再生対応。リア/フロント映像および外部音声入力端子搭載し、多彩なデジタルピクチャープレイが楽しめる高級機。
- MDP-AV1 1987年発売。標準価格124,800円。CDV再生対応 デジタルAVシステム「AV-FORMATION」を構成するコンパチブルプレーヤー。
- MDP-9 標準価格149,800円。 LDトレイとCDトレイが別々に搭載され、LDとCDの同時再生が可能。愛称はLaser1 CD&LV
- MDP-11 1988年発売。標準価格129,800円。
- MDP-K3 標準価格108,000円。1991年グッドデザイン賞受賞。
- MDP-290 標準価格129,200円。マルチディスク　カラオケプレーヤー。
- MDP-605 標準価格110,000円。ソニー初の両面再生プレーヤー。
- MDP-405 標準価格69，800円。MDP-333の後継機種。
- MDP-555F 1991年発売。標準価格95,000円。防振対策として鋼板シャーシ採用。デジタルピクチャー機能搭載。
- MDP-455  1992年発売。標準価格69,800円。MDP-405の後継機種。TBC、Y/C分離など処理するデジタルLSIを搭載。
- MDP-455SA 1992年発売。標準価格79,800円。MDP-455にボリューム付のマイク入力とデジタルエコーを追加搭載。
- MDP-555SA 1992年発売。標準価格95,000円。ボリューム付のマイク入力とデジタルエコーを搭載。
- MDP-L405 標準価格69,800円。La Vue専用モデル。
- MDP-911 1988年発売。標準価格220,000円。MDP-999の1世代前の機種。3ライン型ダイナミックくし形フィルター搭載。
- MDP-711 1988年発売。標準価格145,000円。
- MDP-601 1988年発売。
- MDP-U3 標準価格89,800円。
- MDP-K15 標準価格155,000円。
- MDP-K5 標準価格99,800円。
- MDK-77P/77A
- MDP-999 1990年2月21日発売。事実上のソニー製最高級LDプレーヤー。MDP-911をベースに強化した機種。2重構造シャーシ（大型モノコック”Gシャーシ”と10kgにも及ぶ、4重構造のアンダーシャーシ）真鍮削り出し大型インシュレーター（モーター直下を含む5箇所）（LD、CDそれぞれに特化したモーターを採用）デジタル回路、ビデオ回路、オーディオ回路を独立、大型のオーディオ専用トランス、350kHz以上のオーバーサンプリング機能、45bit演算処理ノイズシェーピングデジタルフィルター、重量30kg。標準価格280,000円。
- MDP-A1 1993年発売。標準価格89,800円。1993年グッドデザイン賞受賞。
- MDP-RS10 1994年1月発売。標準価格69,800円。Cクイック・リバースによる高速反転機能搭載。
- MDP-RC20 1994年5月発売。標準価格89,800円。クローズド・キャプション・デコーダー内蔵。
- MDP-A2 1994年3月発売。標準価格89,800円。デジタルメモリーによる早見機能搭載。
- MDP-333 標準価格69,800円。MDP-111の後継機種として、CD/LDコンパチブル機で初の6万円台を実現した。
- MDP-U50G 標準価格99,800円。CD-G対応モデル。
- MDP-U10 標準価格79,800円。カラオケ機能搭載高速両面再生機。
- MDP-A7 標準価格110,000円。デジタルメモリー、両面再生、3ラインデジタルY/C分離回路採用。本体前面にマイク端子とデジタルエコーのボリュームを装備。カラオケ機能を備える。
- MDP-A30 標準価格82,000円。デジタルメモリー搭載の高速両面再生モデル。

#### CD/LDコンパチブル機搭載ミニコンポ
- LBT-V1000MD 標準価格198,000円。マルチディスクプレーヤー、AVアンプ、タイマーチューナー、Wカセットデッキ、学習機能付きリモコンがセットとなったミニコンポ「Liberty LAV（LASER AUDIO VIDEO）」

#### CD/LDコンパチブル機搭載AVセンター
- VARD LVX-7 標準価格167,000円。AVアンプ・BSチューナー・マルチディスクプレーヤー一体ユニットとサテライトスピーカー、ウーファー、リモコンがセットとなったシステム
- HCD-VX7 標準価格140,000円。AVアンプ・BSチューナー・マルチディスクプレーヤー一体ユニットの単体製品。

### ヤマハ（当時：日本楽器製造）製
ヤマハ（当時：日本楽器製造）製については以下の通り。

#### LD専用機
- LV-X1 1985年発売。ダイレクトRF-TBC技術により、レーザーディスクプレーヤーとしてはじめて水平解像度400本台に達した。標準価格98,000円。LDプレーヤー(コンパチブル機も含む)として初めて10万円を切る低価格で話題となった。なおヤマハは1983年にも初めて10万円を切るCDプレーヤー(CD-X1 99,800円)を発売して話題となっている。
- LV-X1 DIGITAL 1986年発売。LV-X1にデジタルオーディオを搭載した機種。標準価格128,000円
- LV-1000D

#### CD/LDコンパチブル機
- CLV-1 1986年発売。LV-X1で採用したダイレクトRF-TBCをさらに改良するとともに、CD/LD共通のスピンドルモーターを採用。標準価格138,000円。
- CDV-1000 1987年発売。標準価格119,800円。
- CDV-1070 CDV-1000のOEM。株式会社ボルテックスおよびDISCVISION 21のためにヤマハ株式会社が開発・製造したもの。
- CDV-1600 1988年11月発売。
- CDV-2000 1988年12月発売。標準価格203,000円。
- CDV-100 1990年発売。標準価格89,800円。独自のFMデジタル検波機構を採用し、アナログ音声をデジタルで出力可能。
- SLV-500 1991年発売。CDV-100にRF入出力を追加した機種か。
- CDV-90M 標準価格120,000円。

#### CD/LDコンパチブル機搭載コンポ
- ines AST-90M-CDV 標準価格353,000円。CD /CDV/LDプレイヤー、AVプロセッサー、アクティブ・サーボ・プロセシング・アンプ、アクティブ・サーボ・スピーカー、TV/FM/AMチュナー、カセットデッキで構成された上級タイプのニュートレンド・コンポ。

#### CD/LDコンパチブル・レーザーカラオケ対応機
- CDV-1500K
- CDV-1600K
- CDV-1800K
- CDV-50HK CDV-1800Kにミニジャックを追加し、リモコンを主音量調節キー搭載の50キー使用に変更した機種。
- CDV-300K

### NECホームエレクトロニクス製
NECホームエレクトロニクス製については以下の通り。

#### LD専用機
LaserVision
- VP-L800 1985年9月21日発売。標準価格159,800円。

　　NECは同時期にVHDプレーヤーの新製品も発売している。(VP-1500 11/21発売)
- VP-LS100

#### CD/LDコンパチブル機
- VP-L910CD
- VP-L960CV
- VP-L970CV 標準価格146,000円。両面自動再生機能、ジョグダイヤル搭載機。
- VP-LK3 標準価格99,800円。
- VP-LS300 1994年発売。標準価格39,800円。つづき再生機能&あらすじ再生機能搭載。
- VIP-LD300 標準価格168,000円。両面自動再生機構を搭載。
- PCE-LD1 1993年12月発売。標準価格89,800円。パイオニアCLD-A100のOEM機。別売のPCエンジンパック（標準価格39,000円）とのセット（LD-ROM2システム）でも発売されていた。

### 東芝製
東芝製については以下の通り。

#### CD/LDコンパチブル機
- XR-L8D
- XR-L20D 1994年発売。標準価格39,800円。PIONEER CLD-Z1のOEM機。
- XR-LW77 標準価格168,000円。両面自動再生機構を搭載。

レーザーカラオケ対応機
LASER WORKS
- XR-LK5 1989年発売。オーレックスブランドより発売されたCD、CDV、LDコンパチブルプレーヤー。通常再生モードの他、専用のカラオケモードを搭載。標準価格 税別125,000円。
- XR-LK60

#### TV一体型CD/LDコンパチブル機
- WIDE BAZOOKA 24WL20 1994年発売。標準価格220,000円。1994年グッドデザイン賞受賞。

### パナソニック（当時：松下電器産業）製
パナソニック（当時：松下電器産業）製については以下の通り。
Hi-Vision LD/LDコンパチブル機
- LX-HD10 標準価格600,000円
- LX-HD20

#### CD/LDコンパチブル機
- LX-200 標準価格108,000円。三洋電機、パイオニアに次ぐ両面自動再生機。
- LX-300 1988年8月発売。標準価格150,000円。CDビデオが再生可能なLDプレーヤーというコンセプトで発売された、パナソニック初のS端子搭載機。
- LX-1000 1990年8月発売。標準価格170,000円。新開発の自動反転メカニズムを搭載。高速出画のオートリバース機能。
- LX-X1000 1990年9月発売。標準価格190,000円。AV特販専売機。
- LX-101 1991年4月発売。標準価格69,800円。クラス初のデジタルTBC搭載。本体にシャトルダイヤル装備。D/AコンバーターにMASH採用。
- LX-900 1992年8月発売。標準価格135,000円。民生用として初めてデジタルサーボシステムを採用。
- LX-600 1993年3月発売。
- LX-H170 1994年7月発売。標準価格49,800円。
- LX-H670 1994年9月発売。標準価格74,800円。
- LX-H180 1995年9月発売。

カラオケタイプ
- LX-K630 標準価格128,000円。

### 三洋電機製
三洋電機製については以下の通り。

#### LD専用機
- SLV-J1 1988年8月発売。標準価格138,000円。世界初の両面再生機構「JET TURN」搭載。愛称は「Levin」
- SLV-J2 標準価格118,000円。SLV-J1からデジタルビデオメモリーを省略し、カラオケ機能を追加した機種。SLV-J1同様に世界初の両面再生機構「JET TURN」搭載。愛称は「Levin」。

#### CD/LDコンパチブル機
- SLV-M1 JET TURN搭載 標準価格148,000円。1988年グッドデザイン賞受賞。新JET TURN機能を搭載し、従来18秒かかっていたA面からB面への反転を12秒に短縮した。
- SLV-M2 標準価格110,000円。
- LV-P7 標準価格99,800円。両面連続自動再生NEWジェットターン搭載機。
- LV-P1 1992年発売。標準価格68,000円。デジタルTBC搭載。

#### CD/LDコンパチブル機搭載ミニコンポ
- DC-LD5 標準価格150,000円。LD/CDデッキレシーバー、スピーカー、リモコンが一体となったレーザーコンポ。

### AIWA製
AIWA製については以下の通り。

#### CD/LDコンパチブル機
- XV-999
- LV-X310 1994年11月発売。標準価格38,800円。思い切った低価格を実現したCD/LDコンパチブルプレーヤー。再生途中で止めても、簡単に続きのシーンが見られるラストメモリー、マルチイントロスキャン機能などを搭載。音声部のD/A変換方式は1ビットタイプ。
- LV-X510K 標準価格44,800円。LV-X310にデジタルエコー、マイク端子2系統。音多ソフト対応機能を追加した機種。

### ティアック製
ティアック製については以下の通り。愛称はLASER MATE。

#### LD専用機
- LV-1000
- LV-1200
- LV-1700DS

#### CD/LDコンパチブル機
- LV-2000 標準価格79,800円。
- LV-2200K 標準価格99,800円。
- LV-2300 標準価格69,800円。
- LV-3300K 標準価格128,000円。
- LV-2500 1992年発売。標準価格69,800円。CD専用の小型トレイを採用。
- LV-2600
- LV-9000 標準価格168,000円。両面再生機能搭載。
- LV-5000DS
- LV-5000W
- LV-5700DS
- LV-3000V
- LV-7000V
- LV-8000V 1988年10月発売。標準価格158,000円。

### SHARP製
SHARP製については以下の通り。

#### CD/LDコンパチブル機
- LD-V950
- MV-D50
- MV-D100 標準価格150,000円。業界初のCDマルチプレイ機能。CD3枚を同時にセットしオートチェンジャーとして動作した。

### 日立製作所製
日立製作所製については以下の通り。

Hi-Vision LD/LDコンパチブル機
- VIP-HLD1

#### LD専用機
- VIP-20D 標準価格129,800円。日立初の自社開発・自社生産機。初めてデジタル音声プロセッサとカラオケ機能を同時に搭載した。

#### CD/LDコンパチブル機
- VIP-30C 標準価格249,800円。パイオニアCLD-9000のOEM機。
- VIP-X5 標準価格79,800円。
- VIP-KX10 標準価格99,800円。
- VIP-RX8 1992年発売。標準価格69,800円。「ダイレクトCDトレイ」方式採用マルチディスクプレーヤー。
- VIP-RX3 1994年11月発売。標準価格39,800円。
- VIP-RZ9 標準価格79,800円。新デジタル映像信号処理LSIの搭載と両面再生メカで、高画質な映像と簡単操作を実現。

LASERS
- VIP-SX55 標準価格119,800円。

#### CD/LDコンパチブル機搭載ミニコンポ
- Wing F6LD 標準価格189,000円。

### DENON製
DENON製については以下の通り。

#### CD/LDコンパチブル機
- LA-1600C 標準価格146,100円。別売の日本コロムビア製カラーテレビT-214Lとのセットで「AV SYSTEM DENOX」。
- LA-206C 標準価格69,800円。パイオニアCLD-200のOEM機。
- LA-270C 1992年発売。標準価格69,800円。CD専用トレイを搭載しコスパを追求したコンパチブルプレーヤー。
- LA-300C 標準価格79,800円。
- LA-3500G 1993年2月発売。標準価格175,000円。初の自社生産モデル。
- LA-100C
- LA-500C 標準価格168,000円　両面自動再生機構を搭載。
- LA-1000K
- LA-1300K（松下OEM）

### KENWOOD製
KENWOOD製については以下の通り。

#### CD/LDコンパチブル機
- LVD-07 標準価格140,000円。高級ミニコンポ ESPACE VX9を構成するコンパチブルプレーヤー。
- LVD-05 標準価格89,800円。高級ミニコンポ ESPACE 8（ウィット）を構成するコンパチブルプレーヤー。
- LVD-9E 標準価格120,000円。ミニコンポ ROXY DG77LD/DG66LDを構成するコンパチブルプレーヤー。
- LVD-7000 標準価格110,900円。高級コンポシステムHD^(^は2)を構成するコンパチブルプレヤー。
- LVD-700 1990年発売。標準価格99,800円。
- LVD-300 1990年発売。標準価格69,000円。
- LVD-320 1992年発売。標準価格69,800円。デジタルTBCや1ビットD/Aコンバーターを搭載。
- LVD-710 1992年発売。標準価格99,800円。LVD-700の後継機種。
- LVD-820R 1992年発売。標準価格110,000円。両面自動再生機能、ミッドナイトシアターモード搭載。
- LVD-Z1 1992年発売。標準価格250,000円。動き適応型デジタル3次元Y/C分離初搭載。さらにデジタルカラーNRなど信号処理のすべてにデジタル処理を搭載したフラッグシップ機。S出力端子を2系統装備。
- LVD-280 1994年10月発売。標準価格55,000円。
- LVD-930R 1994年11月発売。標準価格120,000円。初の自社製両面再生機構を搭載。

#### CD/LDコンパチブル機搭載ミニコンポ
ROXY
- ROXY J9LD 標準価格263,000円。コンパチブルLDプレーヤー、デッキ、アンプ、グライコ、チューナー、スピーカー、リモコンがセットとなったミニコンポ「LASER ROXY」。
- ROXY V5LD 標準価格189,800円。コンパチブルLDプレーヤー、デッキ、アンプ、チューナー、グライコ、スピーカー、3DバーチャルCD、リモコンがセットとなったミニコンポ。

#### CD/LDコンパチブル機搭載コンポ
FORVISM
- FORVISM FV7 標準価格214,800円。AVコントロールマスター、CD/CDV/LDプレーヤー、スピーカー、リモコンがセットとなったコンポ。

### 日本マランツ製
日本マランツ製については以下の通り。

#### LD専用機
- LV100
- LV101

#### CD/LDコンパチブル機
- LV-1CD 1985年発売。パイオニアCLD-9000のOEM機。標準価格249,800円。
- LV-10CD パイオニアCLD-7のOEM機。標準価格158,000円
- CDV770 1988年発売。標準価格180,000円。CD VIDEO PLAYERとして発売され、本体にLVマークの表示のない機種。コマンドマスターと呼ばれる巨大なリモコンが付属した。
- CDV570 1988年発売。標準価格138,000円。CD VIDEO PLAYERとして発売され、本体にLVマークの表示のない機種。コマンドマスターと呼ばれるリモコンが付属した。
- CDV390 標準価格75,000円。
- CDV690 標準価格108,000円。
- CDV780 標準価格164,000円。

### McIntosh製
McIntosh製については以下の通り。

#### LD専用機
- MLD-7020 標準価格450,000円。

### 赤井電機製
赤井電機製については三菱電機製に記載。

### 山水電気製
山水電気製については以下の通り。

#### CD/LDコンパチブル機
- CL-V3000
- CL-900XD CD/CDV/LDプレーヤーとプリメインアンプ、カセットデッキ、FM/AM/TVチューナーをセットにしたAVシステム THE BAR 標準価格258,800円

### ラックス製
ラックス製については以下の通り。

#### CD/LDコンパチブル機
- V-007 標準価格110,900円。AL-COMPOのオプション品の位置として、ALPINE/Luxmanブランドで発売された

### オンキヨー製
オンキヨー製については以下の通り。

#### CD/LDコンパチブル機
- ML-300X システムコンポ「Liverpool」コンセプトに合わせ発売された。
- ML-200A

### PHILIPS製
PHILIPS製については以下の通り。

#### CD/LDコンパチブル機
- PLD600/PLD600B（ブラック） 1992年発売。標準価格150,000円。V8000ビデオプロセスシステム採用。
- PLD600WS 1991年発売。標準価格220,000円。世界初のNTSC/PAL両方式対応プレーヤー。デジタルメモリー・S端子は搭載しておらず、欧州仕様のRGB21ピン端子を搭載している。

### THETA DIGITAL製
THETA DIGITAL製については以下の通り。

#### CD/LDコンパチブル機
- DATA TRANSPORT Series2 1992年発売。標準価格500,000円。

### 船井電機製
船井電機製については以下の通り。

#### CD/LDコンパチブル機
- MD-K55 標準価格79,000円。

### 三菱電機製
三菱電機製については以下の通り。

#### CD/LDコンパチブル機
- DP-L1000 標準価格 158,000円。A&Dブランド。
- DP-L1100 標準価格146,000円。A&Dブランド。
- DP-L1200 標準価格79,800円。A&Dブランドで発売された。